# Cissus elongata
Cissus elongata är en vinväxtart. Cissus elongata ingår i släktet Cissus och familjen vinväxter.

## Underarter
Arten delas in i följande underarter:
- C. e. elongata
- C. e. littoralis